# شهرستان ناندان
ناندان (به لاتین: Nandan County) یک شهرستان در جمهوری خلق چین است که در شهر هه‌چی واقع شده‌است.

## خصوصیات
ناندان ۳٬۹۱۶ کیلومترمربع مساحت و ۲۹۱٬۴۲۱ نفر جمعیت دارد و ۶۸۰ متر بالاتر از سطح دریا واقع شده‌است.